# Pitt Street (Sydney)
Die Pitt Street ist eine Hauptstraße im zentralen Geschäftsviertel von Sydney in New South Wales, Australien. Sie führt an zahlreichen historischen Gebäuden und Hotels vorbei.

## Name
Es wird angenommen, dass der Straßenname auf William Pitt, einem Premierminister des Vereinigten Königreichs zurückgeht, den Kolonialgouverneur Lachlan Macquarie (1762–1824) vergab. Eine andere Version geht davon aus, dass die Straßen nach Pits Row benannt wurde, der am Bau der ersten Trinkwasserleitung Sydneys maßgeblich beteiligt war.

## Straßenverlauf
Die Pitt Street verläuft durch das gesamte Stadtzentrum vom Circular Quay im Norden bis nach Waterloo im Süden. Die heutige Straße ist jedoch in zwei unzusammenhängende Abschnitte unterteilt, nachdem ein beträchtlicher Teil davon entfernt worden war, um Platz für den Hauptbahnhof von Sydney zu schaffen. Die Pitt Street ist bekannt für die Fußgängerzone Pitt Street Mall, einem 200 Meter langen Straßenabschnitt mit zahlreichen Läden, der von der Market Street bis zur King Street reicht.
Die Straße wird als Einbahnstraße von der Goulburn Street zur Pitt Street Mall in nördliche Richtung und vom Circular Quay zur Pitt Street Mall in südliche Richtung geführt. Die Pitt Street Mall ist verkehrsfrei.
Der nördliche Abschnitt der Straße – vom Railway Square bis zum Circular Quay – wird von Einzelhandels- und gewerblichen Büroflächen dominiert, während der südliche Abschnitt, vom Railway Square über Redfern bis Waterloo, überwiegend von Wohngebäuden mit leichter gewerblicher und industrieller Nutzung geprägt ist.

## Baugeschichte
Die Straße endete ursprünglich vermutlich in Nähe der Tanks oder „Gruben“, die in den Jahren 1791 und 1792 im historischen Tank Stream, der ursprünglichen Frischwasserquelle für die Kolonie, ausgehoben wurden. Im Jahr 1842 wurde die Pitt Street mit der Gründung des Stadtteils Redfern nach Süden bis Waterloo erweitert. 1853 wurde die Pitt Street im Norden von der Hunter Street bis Circular Quay verlängert.

## Denkmalgeschützte Gebäude

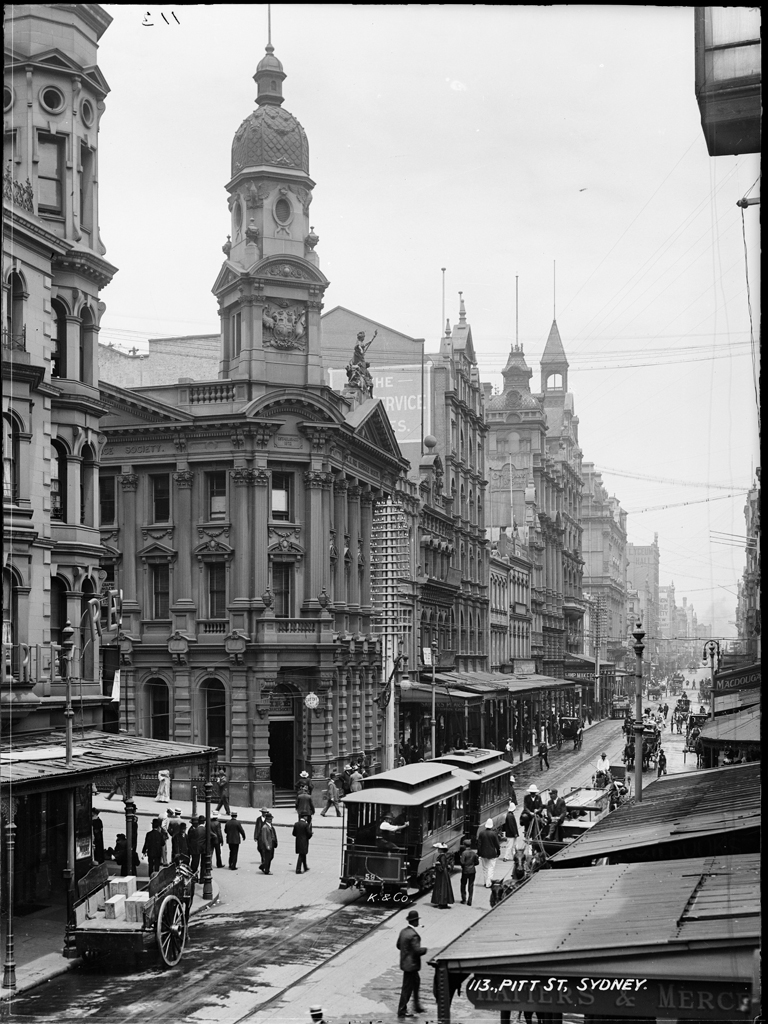
Pitt Street, Blick nach Süden über die Kreuzung King Street, ca. 1900

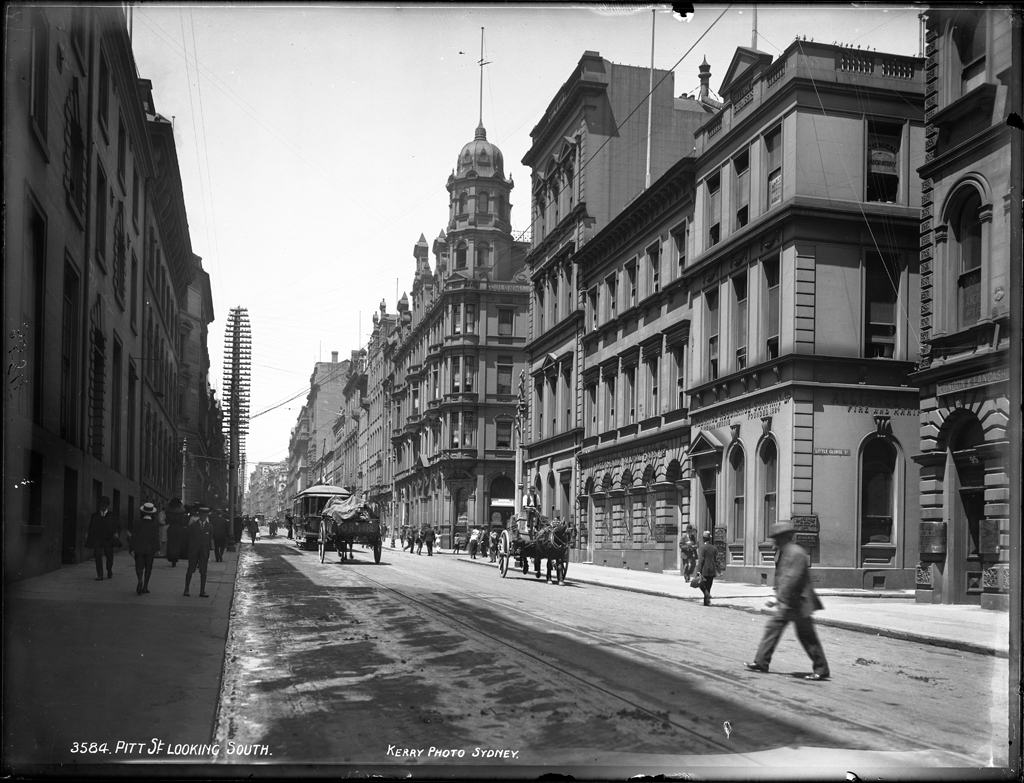
Pitt Street, Blick nach Süden vom Powerhouse Museum aus gesehen, ca. 1900

Entlang der Pitt Street befinden sich zahlreiche historische Gebäude, die unter Denkmalschutz stehen, wie zum Beispiel:
- Bulletin Place Warehouses
- Commonwealth Trading Bank
- Kings Hotel
- Pitt Street Uniting Church
- Soul Pattinson Building
- The Strand Arcade
- Sydney School of Arts
- Sydney Water Head Office
- The Sydney Club
- The Wales House